# Dicranomyia (Zelandoglochina) pilosipennis
Dicranomyia (Zelandoglochina) pilosipennis is een tweevleugelige uit de familie steltmuggen (Limoniidae). De soort komt voor in het Neotropisch gebied.